# Scambus pomorum
Scambus pomorum là một loài tò vò trong họ Ichneumonidae.